# Río Puquí
El río Puquí es un corto pero caudaloso río colombiano, perteneciente al departamento de Antioquia,  desde su nacimiento hace frontera entre los municipios de Valdivia y Tarazá; generando que en esta zona sea también frontera natural entre las subregiones del Norte y Bajo Cauca.
Su fuente está en la frontera entre estos 2 municipios, en una zona selvática del Nudo de Paramillo, a 1900 m s. n. m. y desemboca en el río Cauca cerca del corregimiento El Doce a 100 m s. n. m., al lado de la Troncal de Occidente.

## Cuenca
La cuenca del río Puquí ocupa una estrecha franja de los municipios que separa, generando que tenga un cañón profundo y escarpado, solo recorre una zona urbana que es el corregimiento El Doce, sin embargo la parte alta de la cuenca es una espesa selva montañosa propia de la zona de vida de Bosque Tropical, tiene un recorrido occidente-oriente.
Tiene una excelente oferta hídrica con gran cobertura vegetal en todo su recorrido y abundantes precipitaciones.
Los principales usos que se le dan a las aguas del río Puquí son agropecuarios; en la actualidad, es uno de los pocos ríos que se mantienen libres de actividades humanas consistentes, lo cual ha propiciado un entorno natural bastante protegido.